# Jonas Hofmann
Jonas Hofmann (Heidelberg, Alemania, 14 de julio de 1992) es un futbolista alemán. Juega de centrocampista y su equipo es el Bayer 04 Leverkusen de la Bundesliga de Alemania.

## Trayectoria

### Inicios
Comenzó su carrera del club en 1998 jugando en el FC Rot en el municipio de San Leon-Rot y permaneció allí hasta el final de la temporada 2003-04, antes de mudarse a Sinsheim en la temporada 2004-05. Debutó para el segundo equipo del TSG 1899 Hoffenheim en la victoria por 1-0 en abril de 2011. Al final de la temporada 2010-11 jugó cinco partidos de liga para el TSG 1899 Hoffenheim II, en los que anotó dos goles.

### Borussia Dortmund
En la temporada 2011-12 firmó un contrato con el Borussia Dortmund hasta el 30 de junio de 2015, aunque para jugar con el filial. Debutó con el Borussia Dortmund II el 6 de agosto de 2011 en una victoria por 2-0 sobre el 1. F. C. Kaiserslautern II e inmediatamente anotó su primer gol de la temporada 2011-12. El 10 de septiembre de 2011 logró anotar dos goles en un 4-0 sobre el segundo equipo del Schalke 04. En la temporada 2012-13 de la Bundesliga fue incluido en el primer equipo del Borussia Dortmund. 
Debutó con el primer equipo del Borussia Dortmund en la temporada 2012-13 de la Bundesliga el 16 de diciembre de 2012, en la victoria de 3-1 sobre el TSG 1899 Hoffenheim, donde entró como sustituto en el minuto 89. El 16 de abril de 2013 comenzó su primer partido en la Bundesliga en la temporada 2012-13, donde fue acreditado con una asistencia a Julian Schieber para anotar un gol del empate del equipo 2 a 2 ante el F. C. Augsburgo.
El 27 de julio de 2013 ganó la Supercopa de Alemania con Dortmund, derrotando por 4 a 2 al clásico rival, el Bayern de Múnich. Su primer gol para el Borussia Dortmund llegó el 18 de agosto de 2013 en una victoria del equipo; el primer gol contra el Eintracht Braunschweig en el Signal Iduna Park, después de entrar como sustituto en la segunda mitad de la segunda vuelta de la Bundesliga 2013-14. El 12 de abril de 2014 anotó el tercer gol del Dortmund derrotando a Bayern de Múnich 3-0 en el Allianz Arena.
El 1 de septiembre de 2014 fue cedido al 1. FSV Maguncia 05 hasta 2015.
En julio de 2015 volvió al Borussia Dortmund después de la cesión y en la primera parte de la temporada jugó siete partidos de la 1. Bundesliga.

### Borussia Mönchengladbach
A finales del año 2015 se anunció su traspaso al Borussia Mönchengladbach con un contrato hasta 2020.

## Selección nacional
Tras haber sido internacional en categorías inferiores, el 7 de octubre de 2020 debutó con la selección absoluta de Alemania en un amistoso ante Turquía que finalizó en empate a tres. El 5 de septiembre de 2021 anotó su primer gol en el triunfo por 6-0 ante Armenia de la clasificación para el Mundial 2022, torneo para el que se clasificaron y al que acudió a su fase final.

#### Participaciones en Copas del Mundo
| Mundial           | Sede  | Resultado    | Partidos | Goles |
| ----------------- | ----- | ------------ | -------- | ----- |
| Copa Mundial 2022 | Catar | Primera fase | 2        | 0     |

## Estadísticas

### Clubes
| Club                                | Div.          | Temporada     | Liga  | Liga  | Copas nacionales | Copas nacionales | Copas internacionales | Copas internacionales | Total | Total |
| Club                                | Div.          | Temporada     | Part. | Goles | Part.            | Goles            | Part.                 | Goles                 | Part. | Goles |
| ----------------------------------- | ------------- | ------------- | ----- | ----- | ---------------- | ---------------- | --------------------- | --------------------- | ----- | ----- |
| TSG 1899 Hoffenheim II · Alemania   | 4.ª           | 2010-11       | 5     | 2     | —                | —                | —                     | —                     | 5     | 2     |
| TSG 1899 Hoffenheim II · Alemania   | Total club    | Total club    | 5     | 2     | 0                | 0                | 0                     | 0                     | 5     | 2     |
| Borussia Dortmund II · Alemania     | 4.ª           | 2011-12       | 35    | 10    | —                | —                | —                     | —                     | 35    | 10    |
| Borussia Dortmund II · Alemania     | 3.ª           | 2012-13       | 35    | 5     | —                | —                | —                     | —                     | 35    | 5     |
| Borussia Dortmund II · Alemania     | 3.ª           | 2013-14       | 1     | 0     | —                | —                | —                     | —                     | 1     | 0     |
| Borussia Dortmund II · Alemania     | Total club    | Total club    | 71    | 15    | 0                | 0                | 0                     | 0                     | 71    | 15    |
| Borussia Dortmund · Alemania        | 1.ª           | 2012-13       | 3     | 0     | 0                | 0                | 0                     | 0                     | 3     | 0     |
| Borussia Dortmund · Alemania        | 1.ª           | 2013-14       | 26    | 2     | 5                | 1                | 8                     | 0                     | 39    | 3     |
| Borussia Dortmund · Alemania        | 1.ª           | 2014-15       | 2     | 0     | 1                | 0                | 0                     | 0                     | 3     | 0     |
| 1. FSV Maguncia 05 · Alemania       | 1.ª           | 2014-15       | 10    | 3     | —                | —                | —                     | —                     | 10    | 3     |
| 1. FSV Maguncia 05 · Alemania       | Total club    | Total club    | 10    | 3     | 0                | 0                | 0                     | 0                     | 10    | 3     |
| Borussia Dortmund · Alemania        | 1.ª           | 2015-16       | 7     | 1     | 1                | 0                | 6                     | 1                     | 14    | 2     |
| Borussia Dortmund · Alemania        | Total club    | Total club    | 38    | 3     | 7                | 1                | 14                    | 1                     | 59    | 5     |
| Borussia Mönchengladbach · Alemania | 1.ª           | 2015-16       | 8     | 0     | —                | —                | —                     | —                     | 8     | 0     |
| Borussia Mönchengladbach · Alemania | 1.ª           | 2016-17       | 21    | 0     | 3                | 1                | 5                     | 1                     | 29    | 2     |
| Borussia Mönchengladbach · Alemania | 1.ª           | 2017-18       | 23    | 0     | 2                | 1                | —                     | —                     | 25    | 1     |
| Borussia Mönchengladbach · Alemania | 1.ª           | 2018-19       | 27    | 5     | 2                | 1                | —                     | —                     | 29    | 6     |
| Borussia Mönchengladbach · Alemania | 1.ª           | 2019-20       | 24    | 5     | 2                | 0                | 3                     | 0                     | 29    | 5     |
| Borussia Mönchengladbach · Alemania | 1.ª           | 2020-21       | 24    | 6     | 4                | 1                | 5                     | 1                     | 33    | 8     |
| Borussia Mönchengladbach · Alemania | 1.ª           | 2021-22       | 26    | 12    | 2                | 0                | —                     | —                     | 28    | 12    |
| Borussia Mönchengladbach · Alemania | 1.ª           | 2022-23       | 31    | 12    | 2                | 2                | —                     | —                     | 33    | 14    |
| Borussia Mönchengladbach · Alemania | Total club    | Total club    | 184   | 40    | 17               | 6                | 13                    | 2                     | 214   | 48    |
| Bayer 04 Leverkusen · Alemania      | 1.ª           | 2023-24       | 32    | 5     | 5                | 1                | 9                     | 2                     | 46    | 8     |
| Bayer 04 Leverkusen · Alemania      | 1.ª           | 2024-25       | 11    | 2     | 2                | 1                | 4                     | 0                     | 17    | 3     |
| Bayer 04 Leverkusen · Alemania      | Total club    | Total club    | 43    | 7     | 7                | 2                | 13                    | 2                     | 63    | 11    |
| Total carrera                       | Total carrera | Total carrera | 351   | 70    | 31               | 9                | 40                    | 5                     | 422   | 84    |
| 1. 2.                               |               |               |       |       |                  |                  |                       |                       |       |       |

## Palmarés

### Campeonatos nacionales
| Título                | Club                | País     | Año  |
| --------------------- | ------------------- | -------- | ---- |
| Supercopa de Alemania | Borussia Dortmund   | Alemania | 2013 |
| Supercopa de Alemania | Borussia Dortmund   | Alemania | 2014 |
| Bundesliga            | Bayer 04 Leverkusen | Alemania | 2024 |
| Copa de Alemania      | Bayer 04 Leverkusen | Alemania | 2024 |
| Supercopa de Alemania | Bayer 04 Leverkusen | Alemania | 2024 |